# Liebfrauenmünster (Donauwörth)

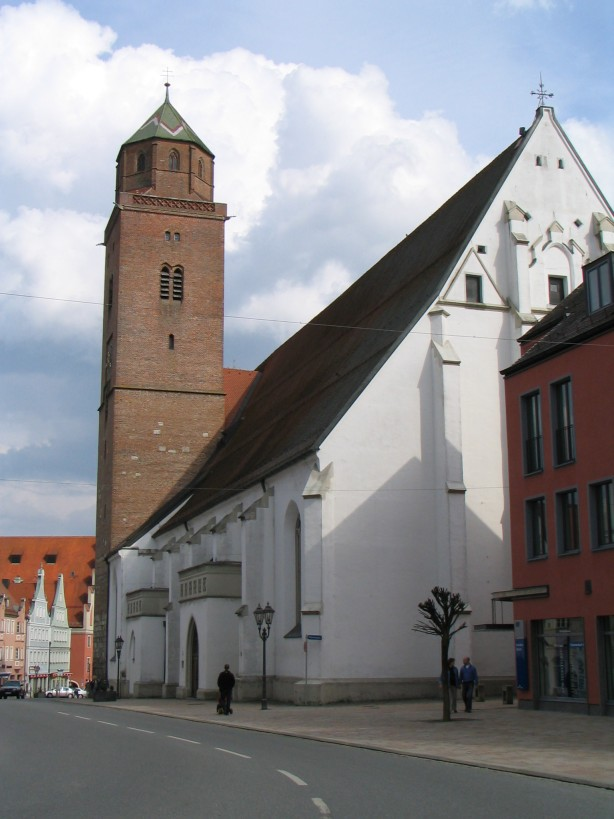
Liebfrauenmünster in Donauwörth

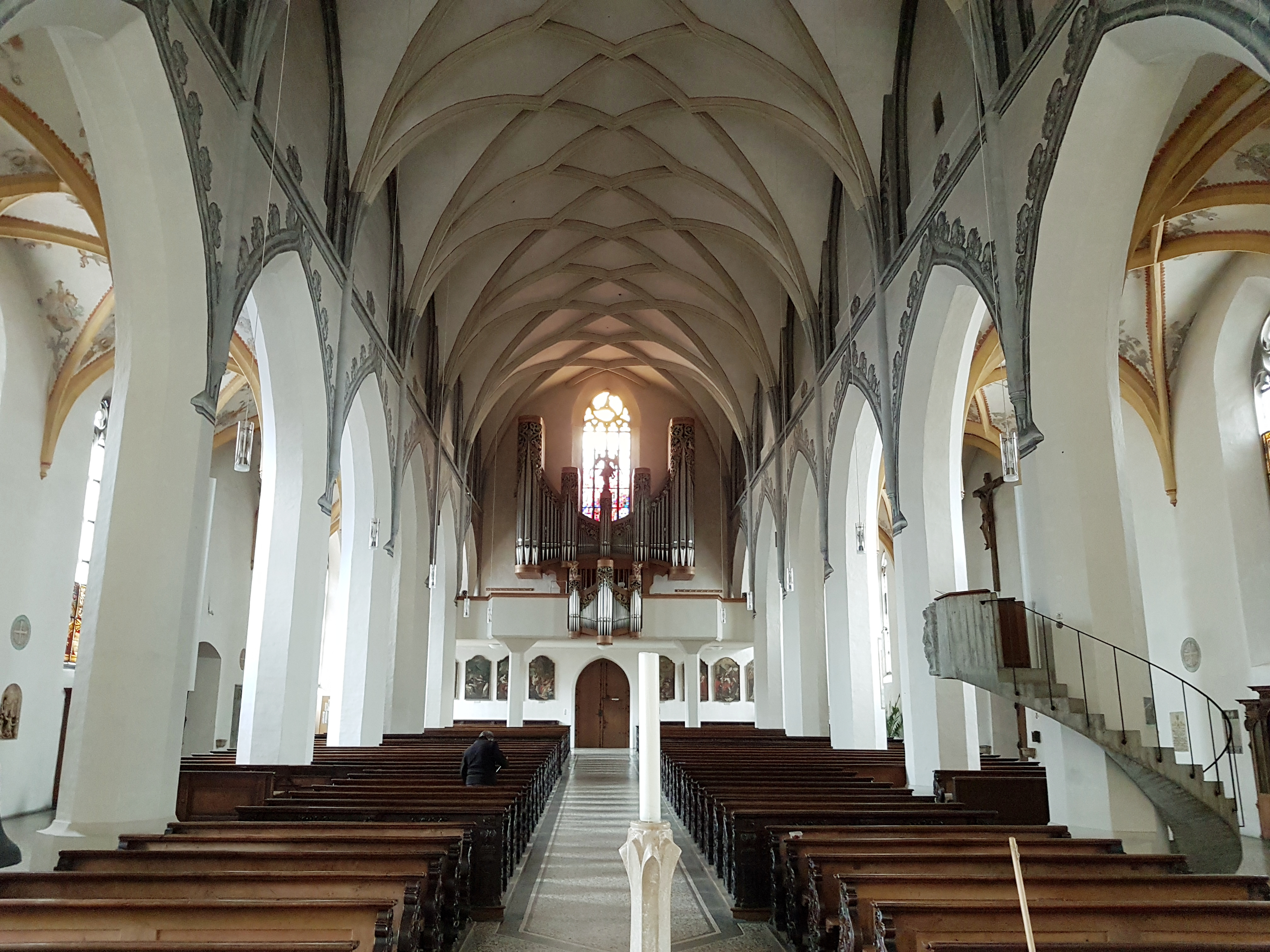
Innenansicht nach Westen mit Orgel

Das Münster zu Unserer Lieben Frau ist eine römisch-katholische Pfarrkirche in Donauwörth. Sie gehört zur Pfarreiengemeinschaft Donauwörth im Dekanat Donauwörth des Bistums Augsburg.

## Geschichte
An der Stelle der heutigen Kirche stand vorher bereits die im 11. Jahrhundert erbaute Ulrichskirche. Der Baubeginn der heutigen dreischiffigen spätgotischen Hallenkirche war 1444 unter Stadtbaumeister Hans Knebel. Als Baumaterial diente Backstein. Als im 13. Baujahr ein Seitenschiff einstürzte, musste Hans Knebel die Bauverantwortung an den Augsburger Ulrich Walther abgeben, der die Kirche auch zu Ende baute. Am 4. Dezember 1467 wurde die Kirche nach 23 Jahren Bauzeit durch den Augsburger Weihbischof Jodok Seitz geweiht. 1607 wurde die Kirche rekatholisiert. 
Den Turm des Münsters, welcher fünf Glocken beherbergt, zierte bis 1732 ein gotischer Spitzhelm. Dieser wurde jedoch zweimal durch Blitzeinschläge zerstört und durch ein niedriges Zeltdach ersetzt. 1938 wurden Fresken freigelegt, die vermutlich aus der Bauzeit stammen. 
Bei den Luftangriffen auf Donauwörth gegen Ende des Zweiten Weltkrieges am 11. und 19. April 1945 erlitt das Münster schwere Schäden. Die Westfassade wurde durch eine Sprengbombe aufgerissen, die Sterngewölbe und Maßwerkfenster im Chor teilzerstört, die Herrgottsruhekapelle total zerstört und das gotische Sakramentshaus schwer beschädigt. Erste Sicherungsarbeiten erfolgten noch 1945, bis 1952 wurden Wiederherstellungsarbeiten durch die Firma Siebinger durchgeführt und 1953 der Turm unter Beseitigung des Putzes restauriert.
Außenrenovierungen erfolgten 1981 bis 1986 sowie 2012. Die letzte Innenrenovierung war 1987 bis 1991; dabei wurde der Hauptaltar mit einem Ambo aus grauem Muschelkalk von Bildhauer Franz Hämmerle aus Windach geschaffen. Der 57 Meter hohe Kirchturm kann im Rahmen von Führungen über 218 Stufen bis zur Aussichtsgalerie an der Türmerstube bestiegen werden.

## Architektur
Die Kirche ist ein mächtiger, zum größten Teil verputzter Backsteinbau mit Strebepfeilern und eingewölbten Portalvorhallen. Im nördlichen Chorwinkel ist der Turm mit einem hohen quadratischen Unterbau eingebaut, der mit einer gotischen Galerie und einem achteckigen Aufsatz mit Zeltdach aus der Zeit nach 1730 abschließt. Die dreischiffige Staffelhalle besteht aus einem siebenjochigen Langhaus mit stark überhöhtem, fensterlosem Mittelschiff, das mit den Seitenschiffen unter einem gemeinsamen, gewaltigen Satteldach zusammengefasst ist, und dem einschiffigen Chor mit Fünfachtelschluss. Der Fußboden im Langhaus steigt im Zug der alten Reichsstraße um etwa 170 cm von Ost nach West hin an. Achteckige, kämpferlose Pfeiler mit Diensten an der Stirnseite (welche erst am oberen Pfeilerabschnitt auf Konsolen ansetzen) tragen die spitzbogigen Arkaden mit darüberliegenden Blendbögen. Das Mittelschiff ist mit einem Parallelrippengewölbe, das nördliche Seitenschiff mit einem engmaschigen, das südliche mit einem weitmaschigen Netzgewölbe und der Chor mit einem Sterngewölbe abgeschlossen. Am östlichsten Joch der Seitenschiffe sind schmale, netzgewölbte Kapellen angebaut, auf der Nordseite sind Brustbilder als Konsolen zu finden. Der Chor ist wie auch die Seitenschiffe durch teilweise erneuerte große Maßwerkfenster erhellt.

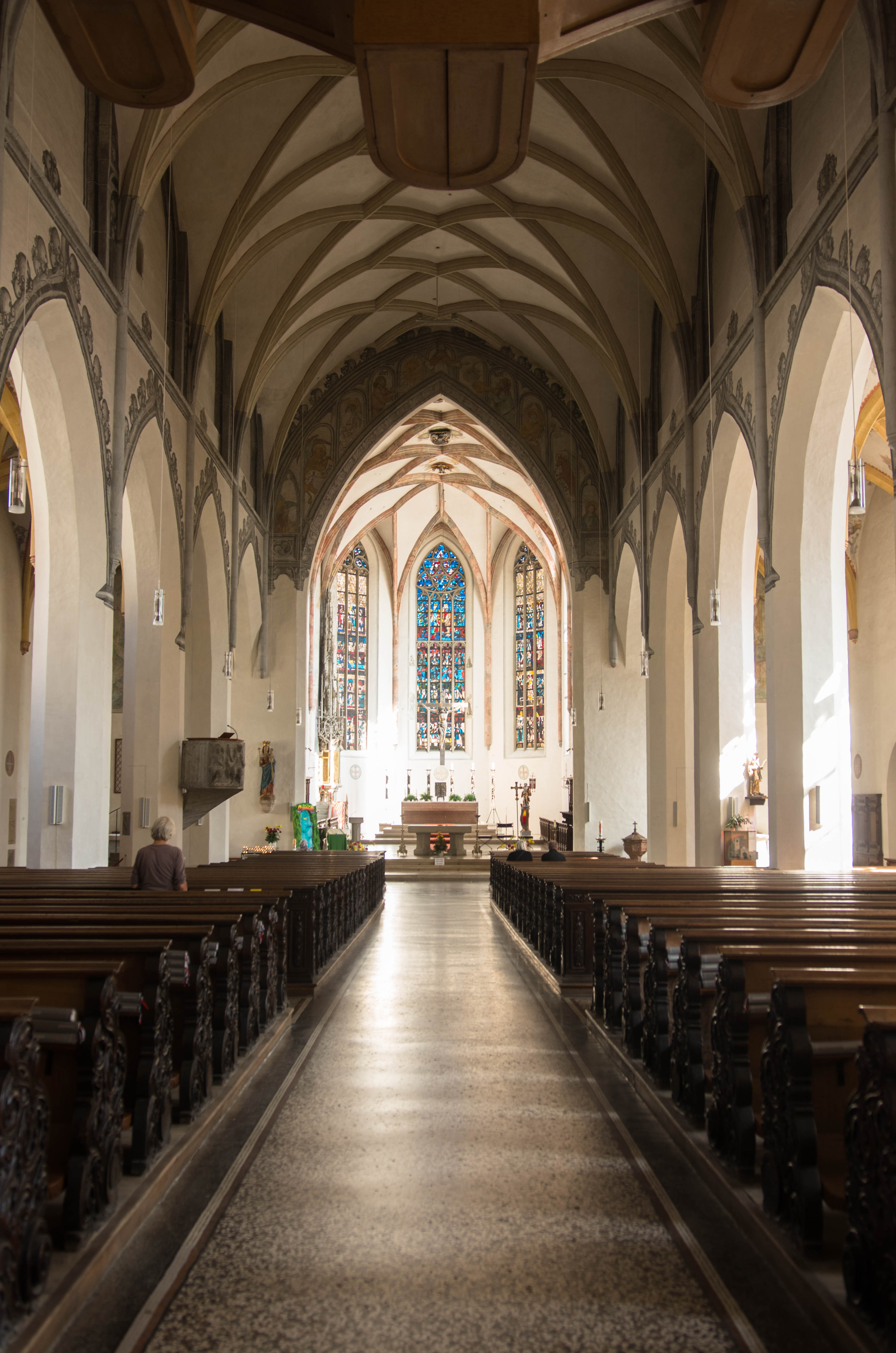
Innenansicht
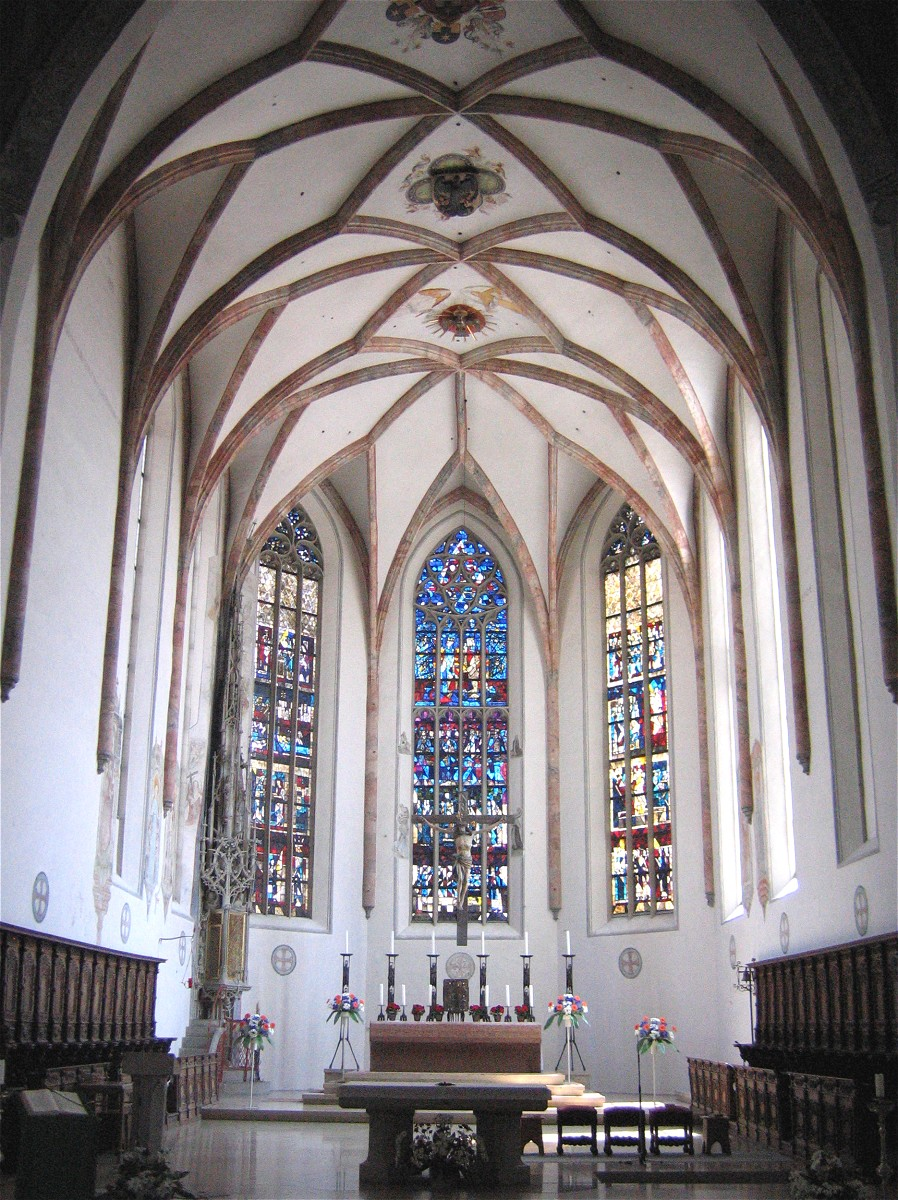
Chor des Münsters
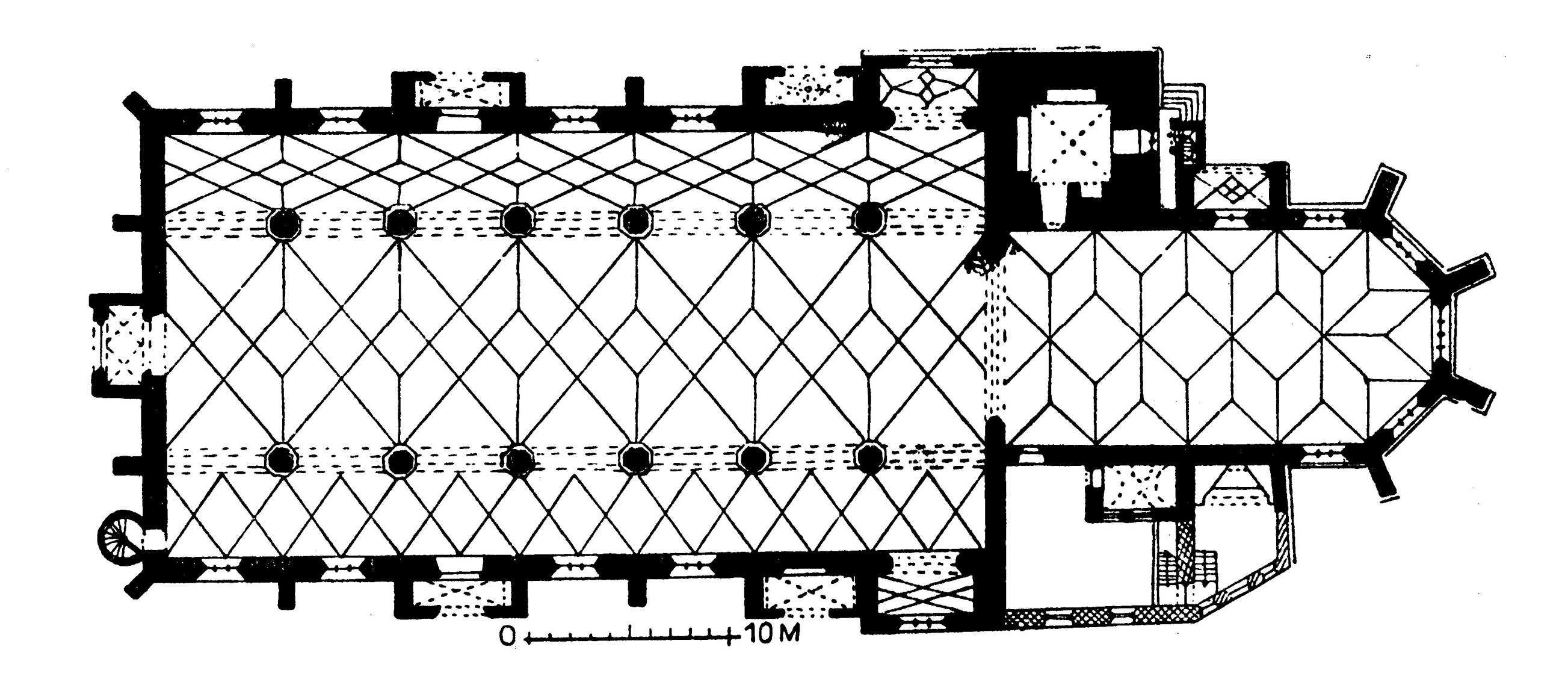
Grundriss

## Decken- und Wandmalereien
Die gotischen Decken- und Wandmalereien stammen aus dem 15. und frühen 16. Jahrhundert, wurden in den Jahren 1938/1939 freigelegt und nach 1945 teilweise erneuert. Im Chor sind Darstellungen der Heiligen Barbara, einer Schutzmantelmadonna und eines Schmerzensmanns aus den Jahren um 1540 erhalten. Die Rahmenmalerei um das gotische Sakramentshaus zeigt Engel mit den Leidenswerkzeugen. Zwei unterschiedlich große Stifterpaare und die Heiligen Ulrich und Afra sind auf das Jahr 1449 datiert. Eine kniende Stifterfamilie ist mit Inschriftband dargestellt.
Im Mittelschiff sind über den Arkaden graue, mit Krabben verzierte Profile gemalt. In den Seitenschiffen sind die Gewölbekappen mit reizvollen Pflanzenmotiven, figürlichem und heraldischem Dekor bemalt. An der östlichen Wand des nördlichen Seitenschiffs ist eine Ölbergdarstellung, an derjenigen des südlichen eine Kreuzigung Christi mit einer Stadtansicht aus der Zeit um 1500 gemalt. Neben dem Nordportal ist ein kniendes Stifterpaar in gotischer Architektur des frühen 16. Jahrhunderts dargestellt. An der nördlichen Pfeilerreihe sind weibliche Heilige und ein kniender Stifter und eine Ölbergdarstellung aus der Zeit um 1500 gemalt. An der südlichen Pfeilerreihe sind der Schmerzensmann und ein kniender Stifter und Christus in der Mandorla mit der Jahreszahl 1467 zu finden, weiterhin die Kreuzigung Christi mit der Jahreszahl 1514. In der südlichen Seitenkapelle ist am östlichen Pfeiler eine weibliche Heilige, vermutlich Maria, zu sehen, weiterhin eine Darstellung der Maria lactans und der Muttergottes, darüber die Heiligen Leonhard, Georg und Johannes der Täufer. An der Ostwand findet sich eine Darstellung (vom Ende des 15. Jahrhunderts) einer befestigten Stadt und Gottvaters mit Stiftern darunter.

## Ausstattung

### Historische Ausstattung
Die wichtigsten Ausstattungsstücke sind ein gotisches Kruzifix aus dem Jahre 1513 über dem Hochaltar und eine überlebensgroße Pietà von 1508 über dem rechten Seitenaltar. Das vermutlich älteste Ausstattungsstück ist eine Steinmadonna über dem Sakristeieingang, welche um etwa 1430 in der Art des Meisters Hartmann geschaffen wurde. Das Taufbecken und das Sakramentshaus – letzteres gestiftet von Georg und Barbara Regel – werden auf 1503 datiert. Das Sakramentshaus in Form eines schlanken Pfeilers mit eleganter, sich verjüngender Maßwerkpyramide wird Burkhard Engelberg zugeschrieben.
Das Chorgestühl wurde von Michael Bestle im Jahr 1690 geschaffen. Im nördlichen Seitenschiff ist ein dreisitziger Betstuhl mit kräftigem Akanthus-, Muschel- und Kerbbanddekor von 1721 aufgestellt. Mehrere Gemälde mit Darstellungen aus dem Leben des heiligen Bernhard von Clairvaux wurden um 1760/1765 von Gottfried Bernhard Göz und Johann Baptist Enderle geschaffen und stammen aus dem Sommerrefektorium des Klosters Kaisheim. Eine Darstellung eines Herrgottsruhechristus aus der Zeit um 1710/1720 wird Johann Paul Tschiderer zugeschrieben. In der nördlichen Kapelle wird eine in Seide gestickte Marienikone in der Art der Muttergottes von Wladimir aufbewahrt, vermutlich eine spätmittelalterliche russische Arbeit.
Zahlreiche beachtliche Grabmäler und Epitaphien des 14. bis 18. Jahrhunderts sind ebenfalls erhalten. Im nördlichen Seitenschiff ist ein Grabstein mit der Ganzfigur des Deutschordensritters Adam von Klingelbach († 1604) in einer Muschelnische zu finden. Im nördlichen Vorzeichen ist ein Grabstein des Bürgermeisters Hans Gundelwein mit einem Ecce-homo-Relief und dem Wappen angebracht. Im südlichen Seitenschiff ist ein Relief des Komturs in der Ordenstracht Johann von Preysing († 1599) zu finden. Eine plastisch herausgearbeitete Ganzfigur des Deutschordenskomturs Heinrich von Zipplingen († 1346) ist ebenfalls erhalten. Ein Relief aus gelblichem Marmor mit der Kreuzesverehrung des Heiligen Bernhard von Clairvaux wurde um 1580 geschaffen, dieser Rest eines Epitaphs stammt vermutlich aus Kaisheim. In der südlichen Kapelle ist das Epitaph für Mathias und Anna Bald aus dem Jahr 1477 mit auferstandenem Christus aufgestellt.
Die Flachdecke in der Sakristei mit Rahmenstuck, Akanthuskränzen und Eierstab wurde um 1700 von Benedikt Vogel ausgeführt. Dort ist ebenfalls ein gemaltes Holzepitaph von 1515 mit dem auferstandenen Christus und einer knienden Stifterfamilie zu finden.

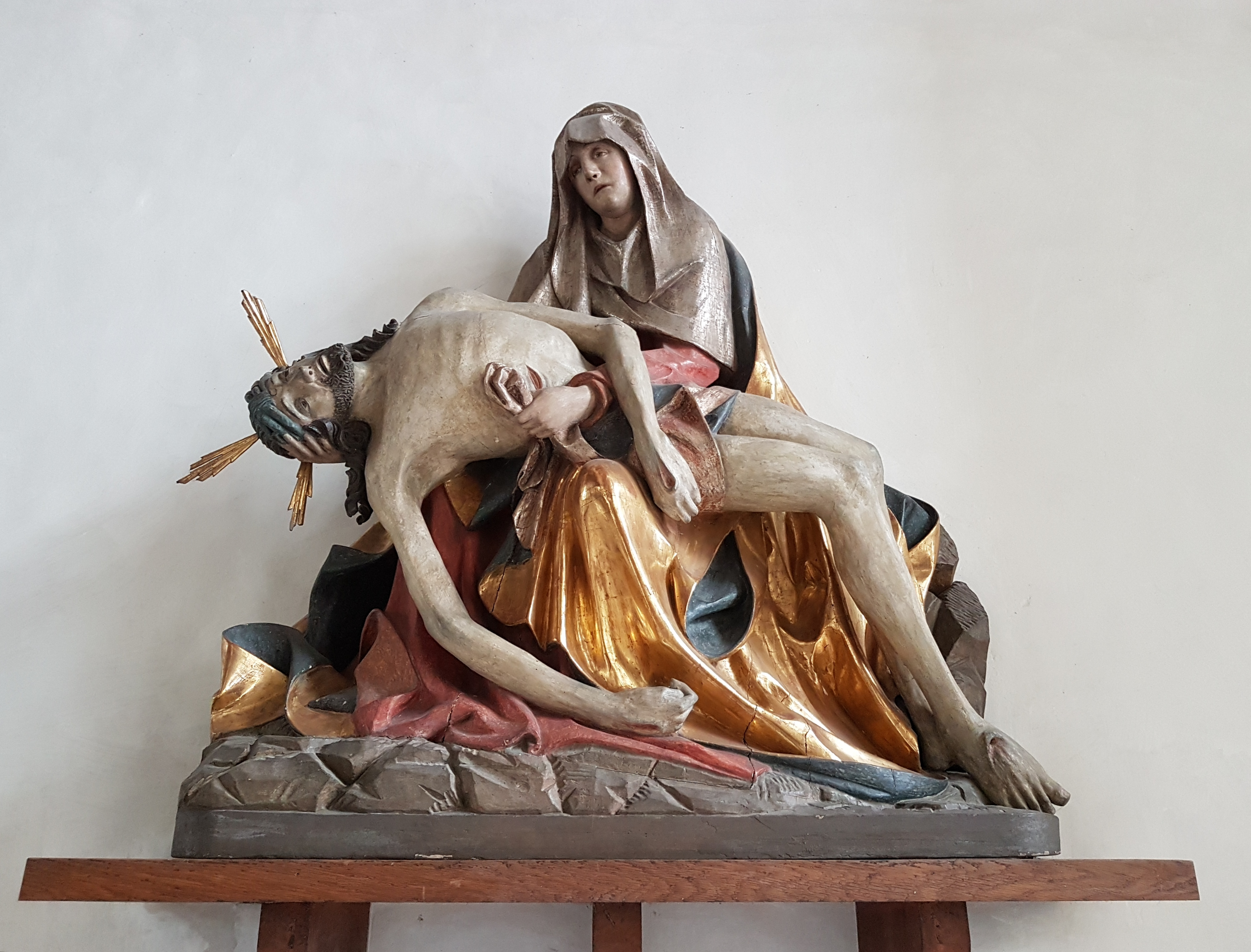
Pietà
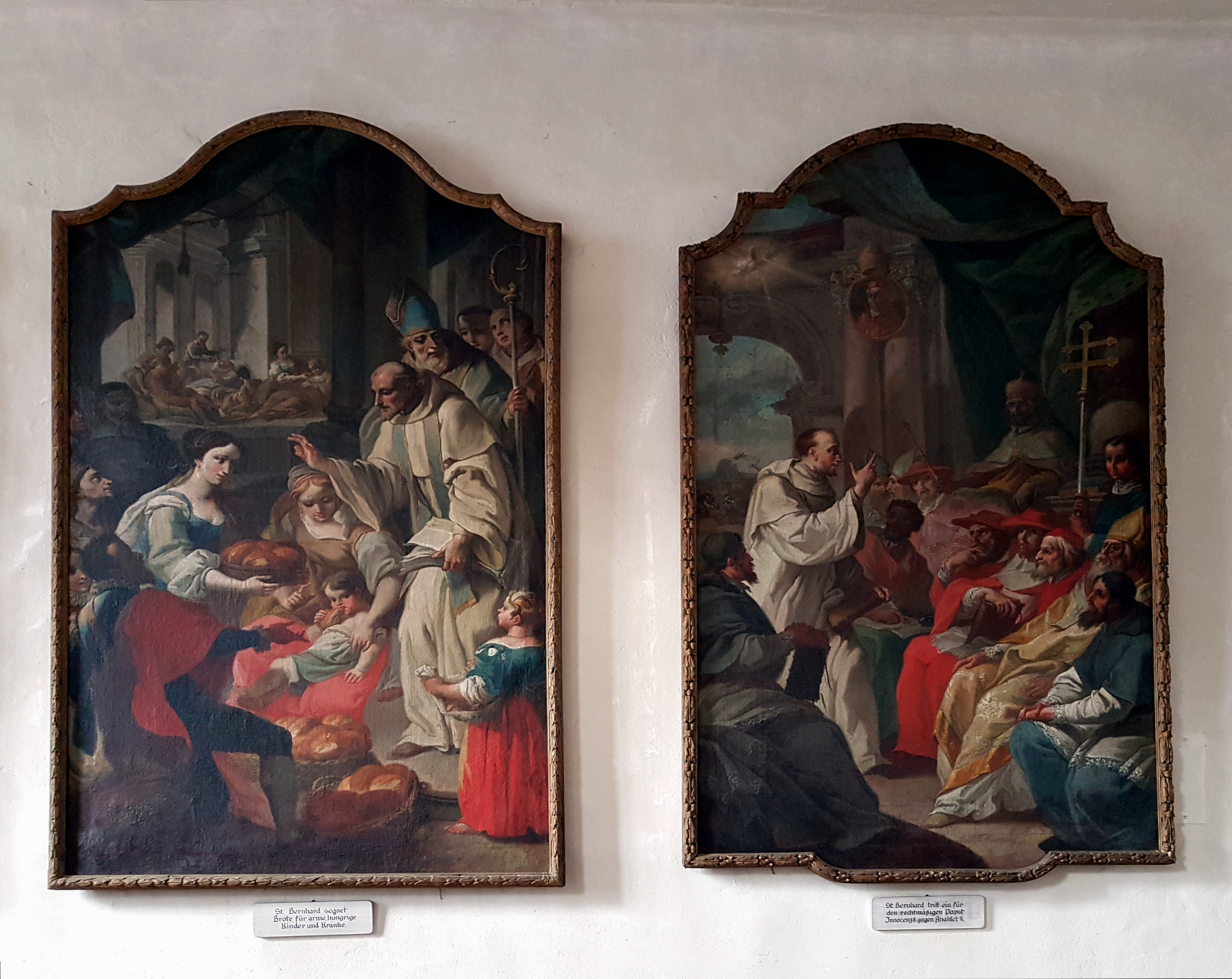
Gemäldezyklus zu Bernhard von Clairvaux
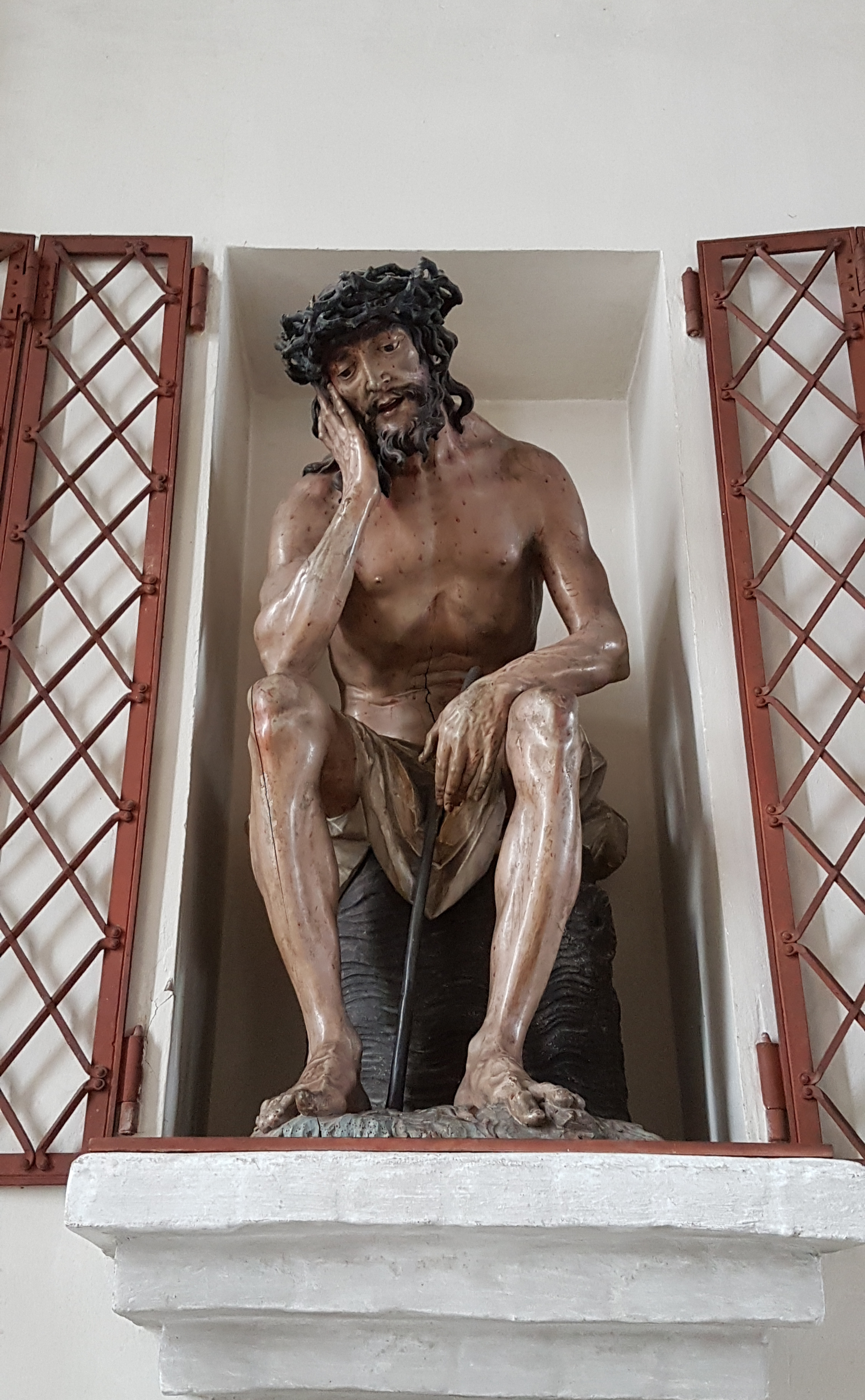
Christus in der Rast

### Neuzeitliche Ausstattung
Von 1960 bis 1965 wurden neue Bleiglasfenster eingesetzt, geschaffen hat sie Josef Oberberger. Zur Nachkriegsausstattung gehören auch der Bronzetabernakel, die Leuchter (beides von Anton Rückel, München) und der Hochaltar aus rotem Trienter Marmor.

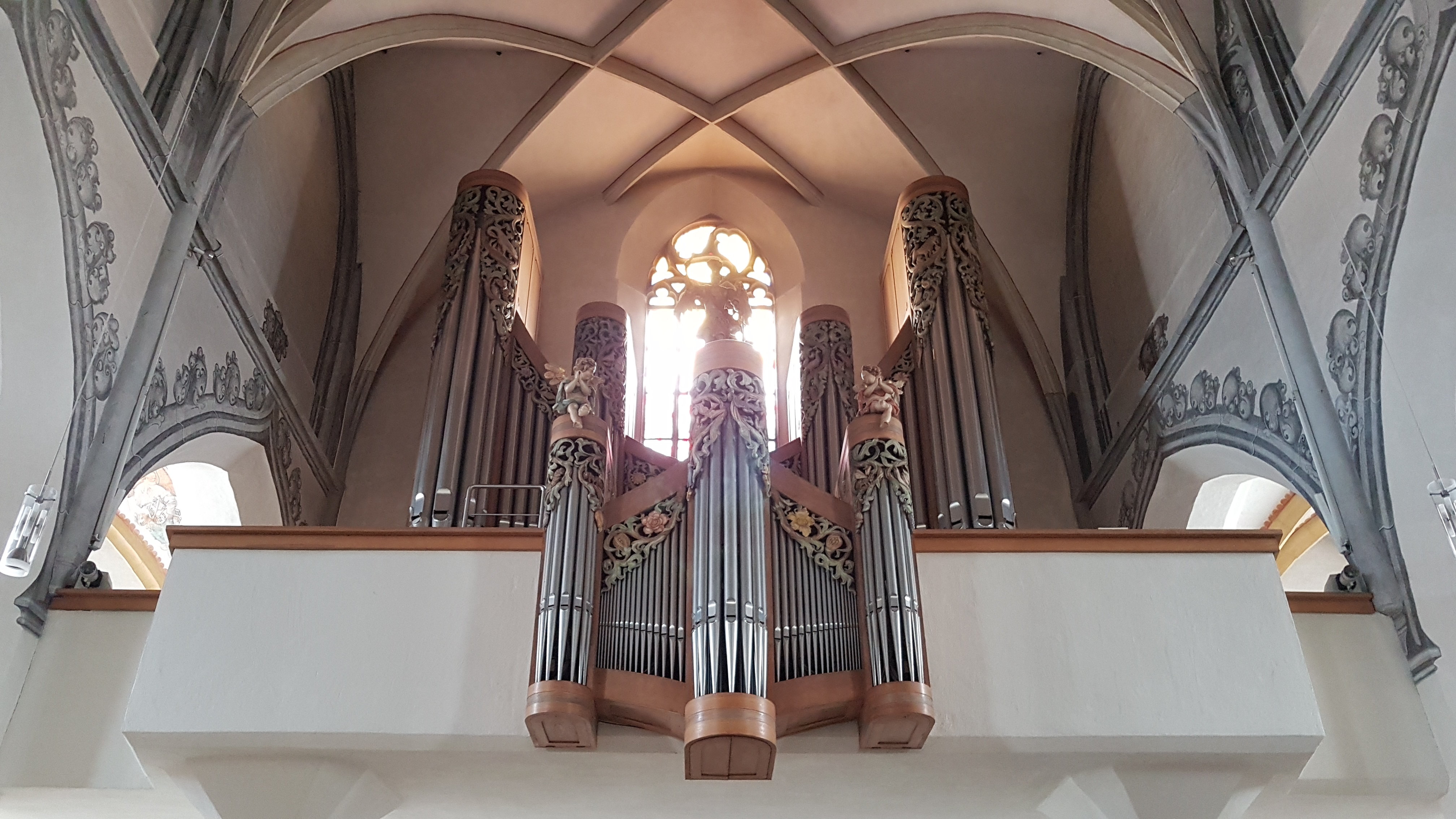
Blick auf die Orgel

### Orgel
Die Orgel mit 44 Registern auf drei Manualen und Pedal wurde im Jahr 1977 durch die Firma Klais Orgelbau aus Bonn erbaut. Das Instrument hat mechanische Spieltrakturen und elektrische Registertrakturen.
| Hauptwerk C–g3 |        |
| Pommer         | 16'    |
| Principal      | 08'    |
| Gemshorn       | 08'    |
| Octave         | 04'    |
| Querflöte      | 04'    |
| Quinte         | 02 ⁄3' |
| Superoctave 0  | 02'    |
| Cornet V       |        |
| Mixtur V       |        |
| Trompete       | 08'    |

| Rückpositiv C–g3 |        |
| Rohrflöte        | 8'     |
| Quintade         | 8'     |
| Praestant        | 4'     |
| Spitzflöte       | 4'     |
| Nasard           | 2 ⁄3'  |
| Principal        | 2'     |
| Terz             | 1 3⁄5' |
| Octave           | 1'     |
| Cymbel III 0     |        |
| Cromorne         | 8'     |
| Tremulant        |        |

| Schwellwerk C–g3   |        |
| Bourdon            | 08'    |
| Salicional         | 08'    |
| Schwebung          | 08'    |
| Principal          | 04'    |
| Rohrflöte          | 04'    |
| Waldflöte          | 02'    |
| Larigot            | 01 ⁄3' |
| Sesquialter II     |        |
| Scharff IV         |        |
| Holzdulcian        | 16'    |
| Hautbois           | 08'    |
| Clairon harmonique | 04'    |
| Tremulant          |        |

| Pedalwerk C–f1    |         |
| Principal         | 16'     |
| Subbaß            | 16'     |
| Quinte            | 10 2⁄3' |
| Octave            | 08'     |
| Koppel            | 08'     |
| Superoctave       | 04'     |
| Blockflöte        | 04'     |
| Rohrpfeife        | 02'     |
| Rauschpfeife IV 0 |         |
| Posaune           | 16'     |
| Trompete          | 08'     |
| Kopftrompete      | 04'     |

- Koppeln: Normalkoppeln

### Glocken

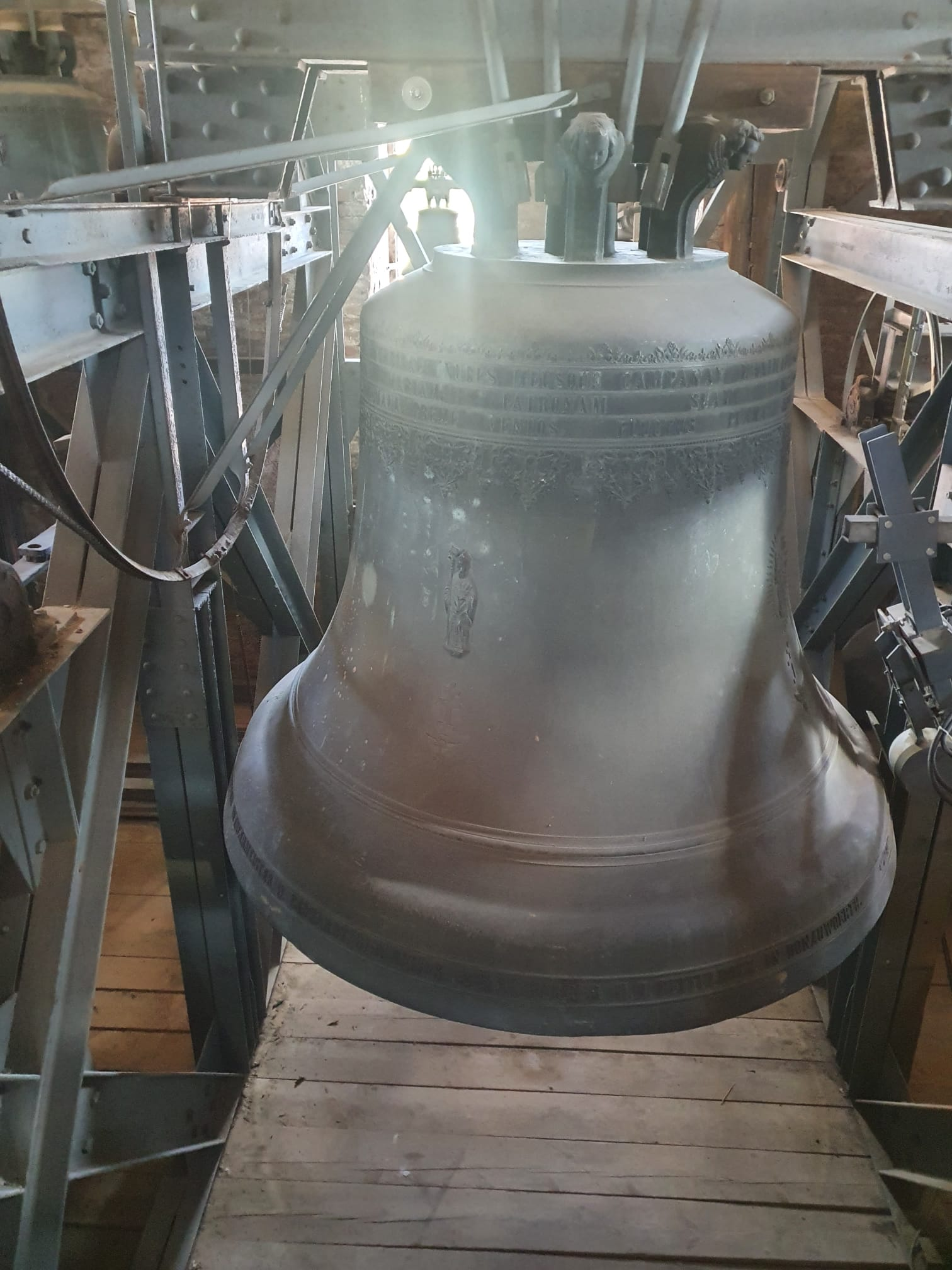
Die Glocke Pummerin

Im Turm des Liebfrauenmünsters hängt ein fünfstimmiges Glockengeläut und die nur einzeln geläutete Totenglocke.
| Glocke | Name        | Gießer, Gussjahr                | Durchmesser | Gewicht | Schlagton |
| ------ | ----------- | ------------------------------- | ----------- | ------- | --------- |
| 1      | Pummerin    | Theodor Wolfart, Kempten (1886) | 2150 mm     | 6550 kg | as°+1     |
| 2      | Johannes    | Ulrich, Apolda/Kempten (1925)   | 1690 mm     | 2900 kg | c′+1      |
| 3      | Josef       | Wolfart, Lauingen (1953)        | 1370 mm     | 1831 kg | es′+3     |
| 4      | Anna        | Grassmayr (Innsbruck) (2018)    | 1320 mm     | 1565 kg | f′+3      |
| 5      | Sebastian   | Wolfart, Lauingen (1953)        | 1015 mm     | 0750 kg | as′+1     |
|        |             |                                 |             |         |           |
| 6      | Totenglocke | Ulrich, Apolda/Kempten (1925)   | 0450 mm     | 075 kg  | as″+1     |

Die älteste Glocke des Münsters ist die 1388 gegossene Marienglocke, auch Zwölferin genannt, die bereits in der Vorgängerkirche ihren Dienst tat. Sie war mit einem Gewicht von 1500 kg, einem Durchmesser von 1140 mm und dem Schlagton f′+3 bis 2015 Bestandteil des Geläuts, wurde aber, weil gesprungen, durch eine neue Glocke von Grassmayr ersetzt. Sie ist jetzt im Seitenschiff der Kirche ausgestellt.
Die erste Pummerin wurde 1512 gegossen. Zweimal musste sie wegen eines Sprunges neugegossen werden: zuerst durch Johann Schelchshorn im Jahre 1677, dann 1886 von Theodor Wolfart aus Kempten. Die Pummerin ist die größte Glocke des Münsters und die zweitgrößte Glocke Schwabens.
Die Glocken 2 und 6 entstanden im Kemptener Zweigbetrieb des Apoldaer Glockengießermeisters Heinrich Ulrich.